# 菲茨詹姆斯
菲茨詹姆斯是法国瓦兹省的一个市镇，属于克莱蒙区。

## 地名
该地原名“瓦尔蒂莱克莱蒙”（Warty-les-Clermonts），1710年更名为“菲茨詹姆斯”（Fitz-James）以纪念英王詹姆斯二世的私生子貝里克公爵菲茨詹姆斯。

## 地理
菲茨詹姆斯（49°23'26"N, 2°25'48"E）面积9.65 平方千米，位于法国上法蘭西大區瓦兹省，该省份为法国北部内陆省份，北起索姆省，西接厄尔省和滨海塞纳省，南至塞纳-马恩省和瓦兹河谷省，东临埃纳省。
与菲茨詹姆斯接壤的市镇（或旧市镇、城区）包括：艾里永、克莱蒙、阿涅茨、布勒伊勒塞克、埃尔克里。
菲茨詹姆斯的时区为UTC+01:00、UTC+02:00（夏令时）。

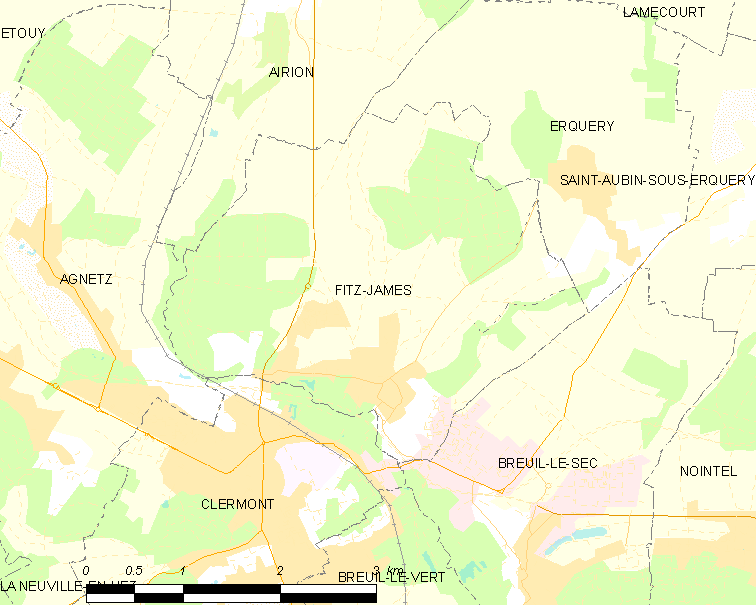
菲茨詹姆斯的OSM定位图

## 行政
菲茨詹姆斯的邮政编码为60600，INSEE市镇编码为60234。

## 政治
菲茨詹姆斯所属的省级选区为克莱蒙县。

## 人口

1962-2008年间菲茨詹姆斯人口变化图示

菲茨詹姆斯于2022年1月1日时的人口数量为2546人。